# Бурбо, Полина Зиновьевна
Полина Зиновьевна Бу́рбо (? — 1952) — советский учёный, специалист по разделению газовых смесей и промышленному производству кислорода, азота.

## Биография
Научный сотрудник ГИАП.
В начале 1940-х годов совместно с начальником лаборатории ИКМАШ И. П. Ишкиным предложила использовать для очистки от ацетилена адсорберы, располагаемые на потоке обогащённого кислородом жидкого воздуха, а затем и на потоке охлажденного газообразного воздуха. Применение таких адсорберов значительно снизило взрывоопасность ВРУ (воздухоразделительных установок).
Автор (вместе с Е. В. Вагиным) установки для разделения неона и гелия (1952).

## Публикации
- Ишкин И. П, Бурбо П. 3. Температура стенок газификаторов жидкого кислорода и их взрывы, «Автогенное дело», 1939, № 7.
- Бурбо П. З. Осушка воздуха неорганическими адсорбентами. «Хим. Пром-ть», 1945, № 11, 11—14.
- Бурбо П. 3., Ишкин И. П. Осушка воздуха силикагелем. «Кислород», 1948, № 5, 1-10
- Бурбо П. 3., Ишкин И. П., Глебова Л. И. Осушка воздуха, кислорода и других газов активным глиноземом. «Кислород», 1951, № 2, 19-30
- Вагин Е. В., Бурбо П. 3. Термическое разделение неоно-гелиевой смеси, основанное на принципе хроматографии // Кислород.-1952.- N 5.- С. 24-28

Редактор книги: Очистка промышленных газов : Библиографический указатель / М-во высшего образования СССР. Гос. научная б-ка. Справочно-библиогр. отдел; [Сост. В. С. Краснова и В. В. Шпанов ; Под ред. П. З. Бурбо]. — М., 1952 (Загорская тип.). — 48 с. ; 20 см.

## Награды и премии
- Сталинская премия третьей степени (1947) — за разработку и внедрение в промышленность нового способа очистки воздуха от ацетилена, обеспечившего взрывобезопасность воздухоразделительных аппаратов в кислородной промышленности